# 韦尔布莱克
韦尔布莱克是德国下萨克森州的一个市镇。总面积27.93平方公里，总人口759人，其中男性400人，女性359人（2011年12月31日），人口密度27人/平方公里。